# Índice de contaminación modificado
El Índice de Contaminación M o MFI sigla del inglés Modified Fouling Index es proporcional a la concentración de la materia en suspensión y es un índice más preciso que el SDI para predecir la tendencia de un determinado tipo de agua a ensuciar las membranas de Ósmosis inversa y nanofiltración.
El método para su determinación es el mismo que para el SDI excepto que el volumen se registra cada 30 segundos durante un período de filtración de 15 minutos. El MFI se obtiene gráficamente como la pendiente de la parte recta de la curva cuando t / V se representa frente a V (t es el tiempo en segundos para recoger un volumen V expresado en litros).
Un valor de MFI de <1 corresponde a un valor de alrededor de SDI de <3 y se puede considerar como suficientemente baja para controlar la contaminación coloidal y de partículas muy finas en la membrana.
Normalmente se utilizan, para la determinación del MFI, membranas de 0.45 micras, obteniéndose así el llamado MFI0.45, sin embargo recientemente se utilizan también membranas de UF (Membranas de Ultrafiltración), obteniéndose así el índice que se denomina MFIUF.